# Detektor elektronového záchytu

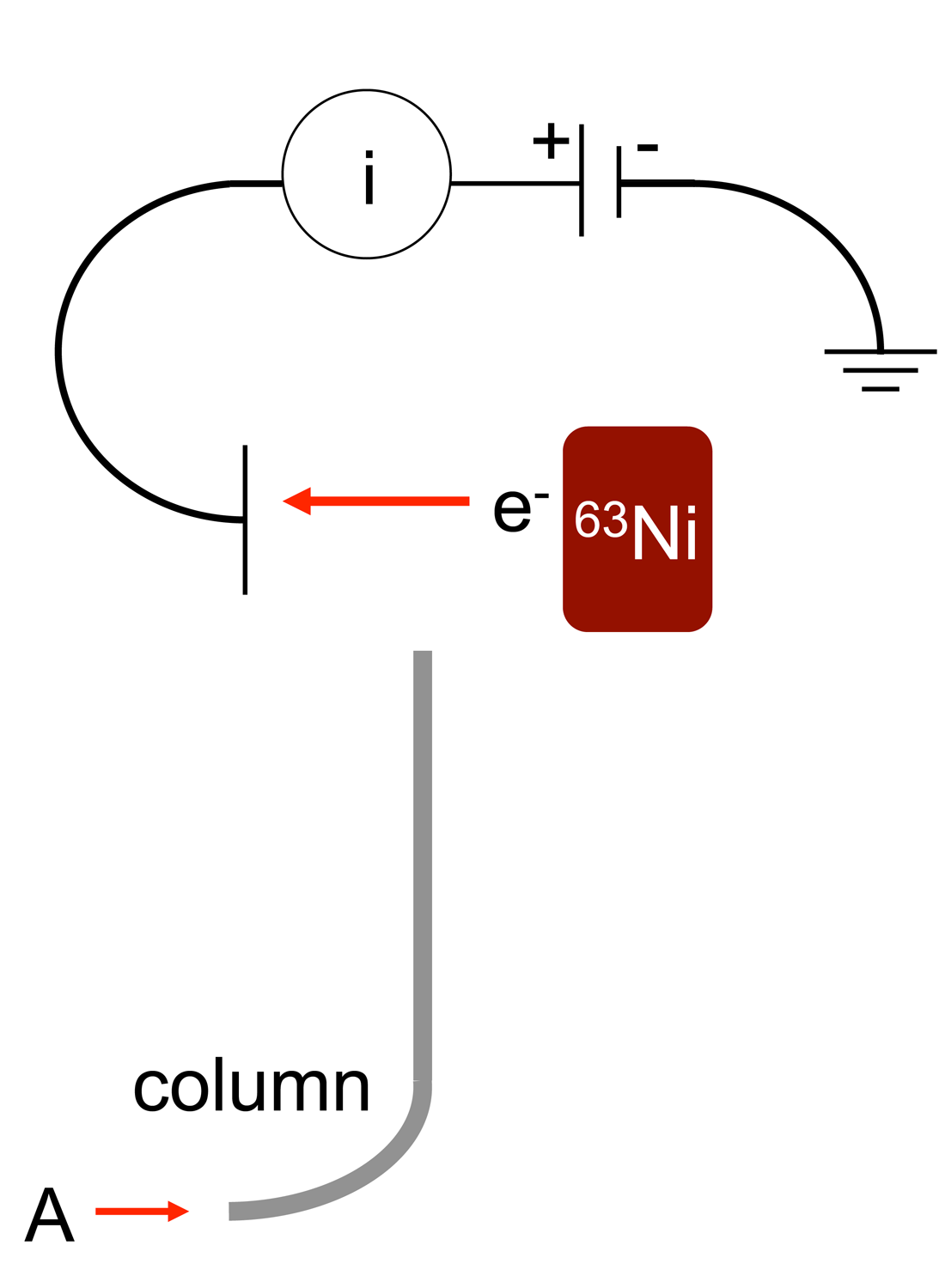
Schéma detektoru elektronového záchytu pro plynový chromatograf se zdrojem ^{63}Ni.

Detektor elektronového záchytu je zařízení pro detekci atomů a molekul v plynu prostřednictvím zachycení elektronů ionizací záchytem elektronů . Zařízení vynalezl v roce 1957 James Lovelock a používá se v plynové chromatografii k detekci stopového množství chemických sloučenin ve vzorku.